# Туснельда

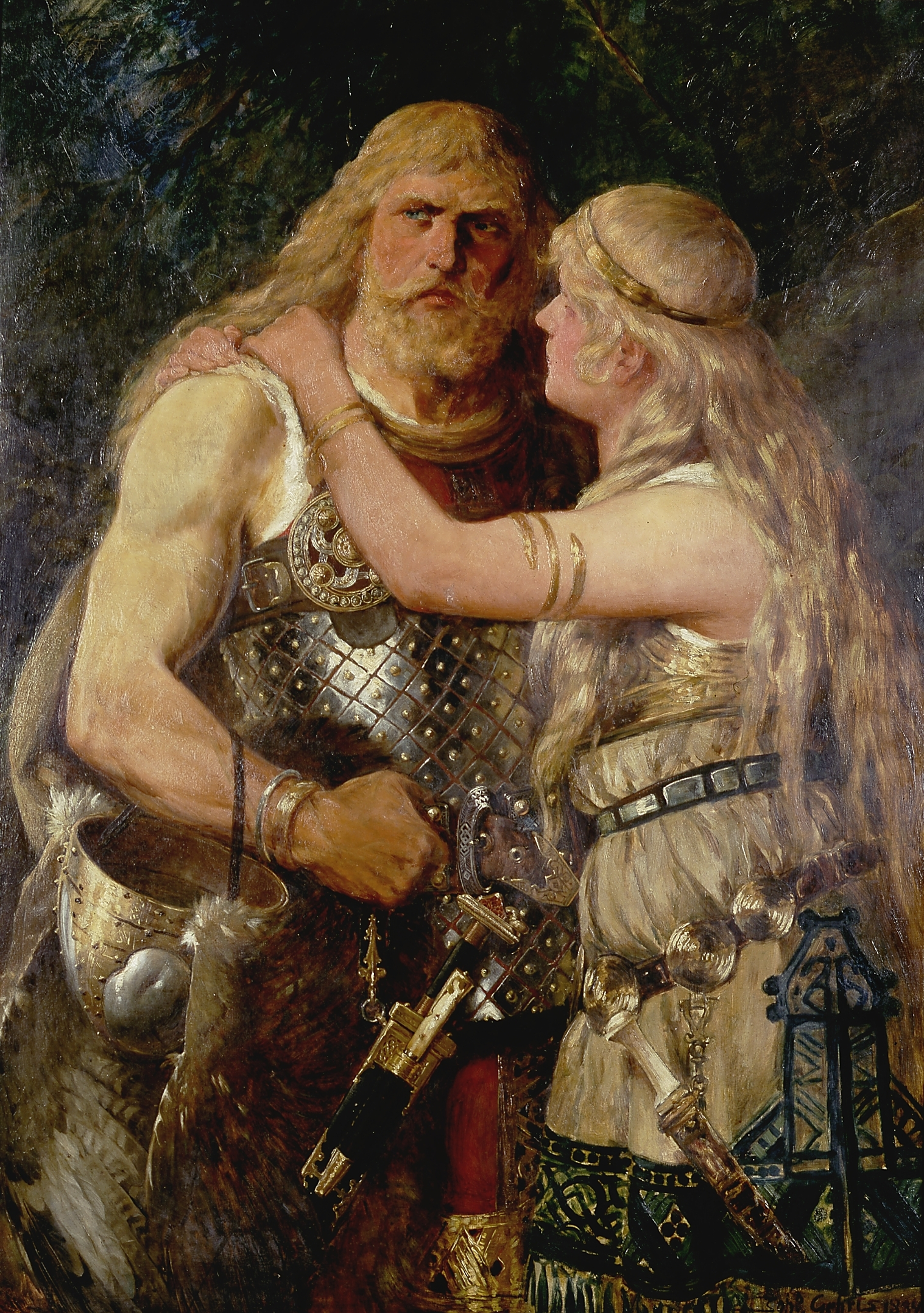
Йоханнес Герц. «Прощание Арминия с Туснельдой», 1884 г.

Туснельда (умерла после 26 мая 17 года) — дочь высокородного херуска Сегеста, супруга вождя племени херусков Арминия.
Отец Туснельды и её муж были непримиримыми врагами. Арминий во главе союза херусков и других германских племен одержал выдающуюся победу над римлянами в Тевтобургском Лесу (сентябрь 9 г. н. э.), которая положила предел продвижению римлян на восток Германии. Сегест же был преданным другом римлян и поддерживал римскую экспансию в германские земли.

## Биография
Единственным надежным источником информации о Туснельде является Публий Корнелий Тацит. Год её рождения неизвестен.
Туснельда была обещана своим отцом в жёны другому, но приблизительно в конце 14-го или в начале 15 года н. э. убежала с Арминием и стала его женой. Этот дерзкий поступок обострил и без того напряжённые отношения между двумя знатными фамилиями и привёл к кровавым столкновениям между ними. При этом Сегесту, по его собственному свидетельству, удалось захватить Арминия в плен. Возможно, это было сделано тогда, когда Арминий попытался закрепить брак с Туснельдой по германским обычаям, то есть путём обмена дарами между семьями жениха и невесты.
Когда Арминий вновь обрёл свободу (каким образом, неизвестно), Туснельда не вернулась к своему отцу. Тогда Сегест организовал похищение своей беременной дочери и запер её в своей укреплённой усадьбе. Возможно, последняя располагалась на месте Eresburg около города Obermarsberg или Desenberg около города Варбурга. Арминий осаждал там Сегеста, но безуспешно. Сегесту удалось послать гонца за помощью к римлянам в Кёльн и Ксантен. В это время римская армия Германика, племянника императора Тиберия, была послана в Германию, чтобы отомстить за поражение Публия Квинтилия Вара в Тевтобургском Лесу. Таким образом, призыв о помощи Сегеста пришёлся римлянам как нельзя кстати. Германик совершил глубокий рейд в германские земли, пришёл на помощь к Сегесту и снял осаду, прогнав Арминия. Сегест передал Туснельду Германику как пленницу. Тот отправил её в Равенну. Там, в римском плену, она родила единственного сына Арминия — Тумелика.
Пленение Туснельды стало сильным ударом для Арминия. С удвоенной энергией он начал собирать разрозненные германские племена на борьбу против Рима. В результате ему удалось собрать достаточно сил для того, чтобы нанести римской армии два серьёзных поражения в сентябре и августе 15 года н. э. Известна перебранка между Арминием и его братом Флавием, служившим у римлян, непосредственно перед битвой на реке Везер (при Идиставизо), где они переругивались, стоя на разных берегах реки. Среди прочего Флавий сообщил Арминию, что с его женой в плену обращаются хорошо. Однако было ли это правдой, или это был всего лишь пропагандистский приём, осталось неизвестным. В битве при Идиставизо Германик нанёс поражение Арминию, но римляне понесли такие большие потери, что были вынуждены отступить.
Пленение Туснельды, а также возврат двух из трёх штандартов (третьего «орла» удалось вернуть только в 41 году при Клавдии), потерянных Варом в Тевтобургском Лесу — таковы были результаты усилий огромной армии Германика в кампании 15—16 годов. Возобновить движение на восток римлянам так и не удалось. Однако поражение Вара посчиталось римлянами отомщенным и 26 мая 17 года Туснельда и её малолетний сын Тумелик шли среди почётных трофеев перед колесницей победителя в триумфальном шествии, устроенном в Риме в честь Германика. Причём отец Туснельды Сегест наблюдал этот спектакль, сидя среди почётных римских гостей. В награду за свою безоглядную верность Риму Сегест получил в управление спокойную область на левом берегу Рейна. Позже Туснельда стала служанкой в одном из римских домов. Её дальнейшая судьба неизвестна. О жизни Тумелика Тацит сообщает в своей хронике, что «мальчик вырос в Равенне. Об игре, которую судьба сыграла с ним, я сообщу в соответствующее время». Однако дальнейшая судьба Тумелика так и осталась у Тацита неосвещённой. Между 30 и 31 годами в хронике Тацита существует пробел, так как соответствующий отрывок или не дошёл до наших дней, или же вообще не был написан. Из указания Тацита на Равенну, славившуюся в то время своей гладиаторской школой, а также на основе выражения «игра судьбы», высказывается предположение, что Тумелик стал гладиатором и сложил свою голову на арене 15-16 лет от роду, то есть в 30-31 г. н. э.

## Образ Туснельды в искусстве

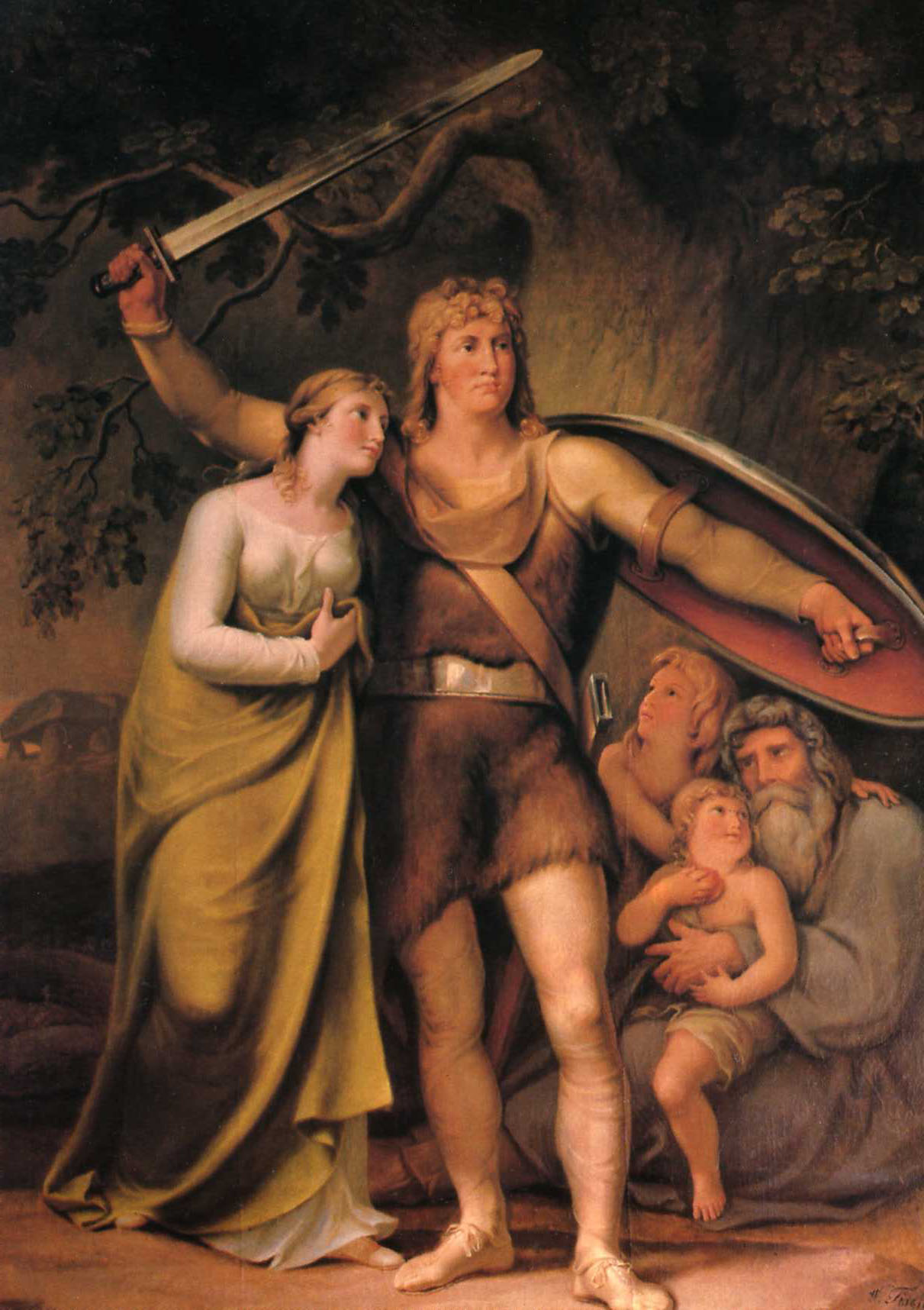
Иоганн Генрих Тишбейн. «Арминий и Туснельда», 1822 г.

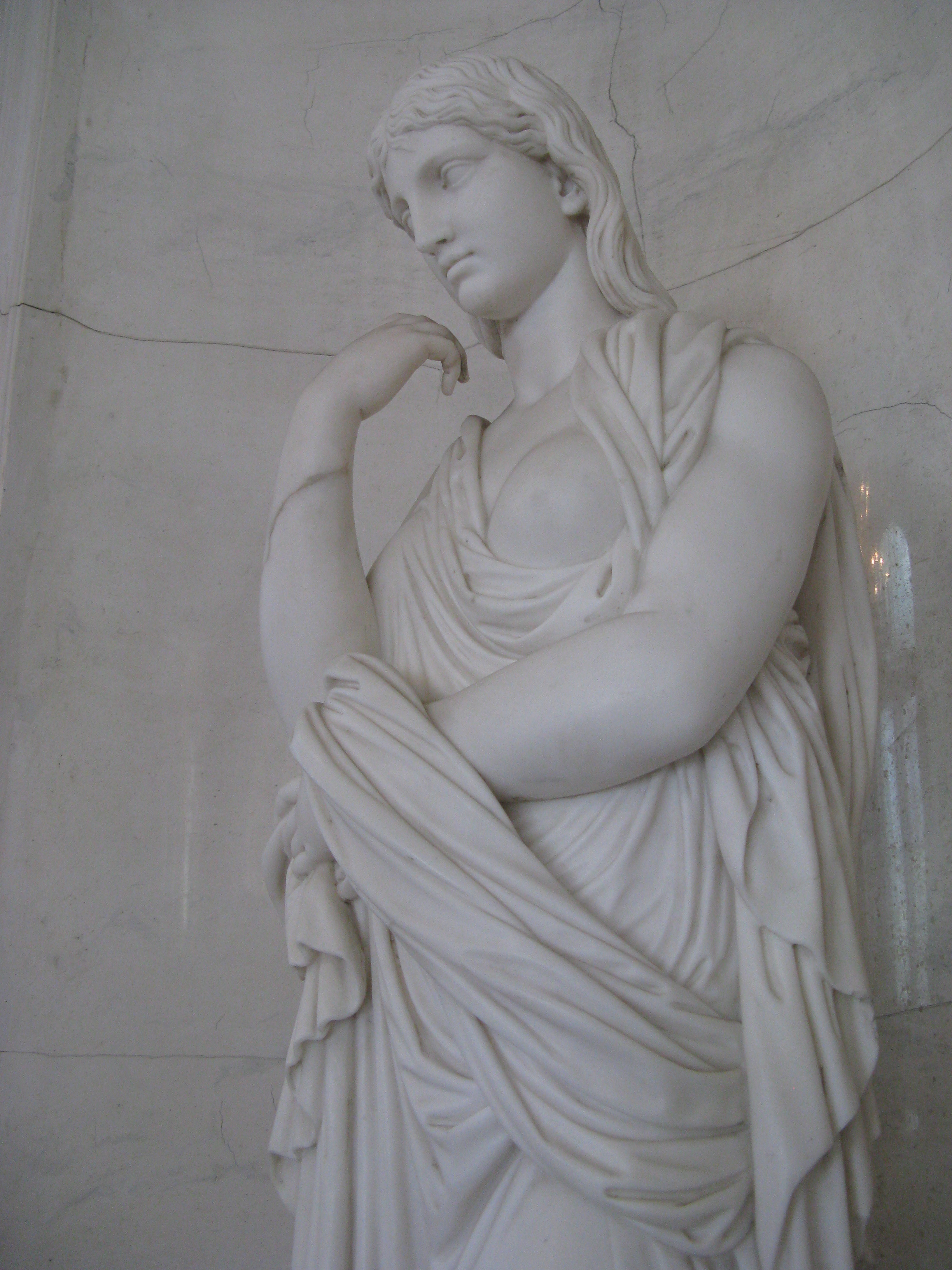
Копия статуи Туснельды из Лоджия Ланци, Эрмитаж

Судьба Туснельды нашла отражение в нескольких произведениях искусства. Например, статуя «Скорбящая варварка» в Лоджия Ланци во Флоренции. Самая известная картина, изображающая Туснельду, преданную собственным отцом, создана немецким художником Карлом Теодором фон Пилоти. Его монументальная картина «Туснельда среди трофеев Германика» написана в 1873 году и представлена в Новой пинакотеке в Мюнхене.
В честь Туснельды назван астероид (219) Туснельда, открытый в 1880 году. 
В немецко-итальянском художественном фильме 1971 года «Арминий Херуск: Битва в Тевтобургском лесу» роль Туснельды исполнила итальянская актриса Антонелла Луальди.
В немецком сериале 2020 года «Варвары» Туснельду сыграла французская актриса Жанна Гурсо.